# 迫川分校学区乗合タクシー
迫川分校学区乗合タクシー（はざかわぶんこうがっくのりあいタクシー）は、岡山市南区にて運行されている予約制乗合タクシー。岡山県玉野市にも乗り入れている。愛称はブンタク。

## 概要
- 岡山市南区の迫川地区（奥迫川町内会・迫川町内会・茂曽路町内会）では、地域住民の買い物や通院等の日常生活に必要な移動手段を確保することを目的として、迫川地区生活交通を考える会が岡山旭交通本社営業所に委託する形で運行開始した。
- 運賃は1回利用大人300円、子供150円、6歳未満は無料
  - 高齢者・障害者は障害者手帳（身体障害者手帳・療育手帳・精神障害者保健福祉手帳）等・「おかやま愛カード」（運転経歴証明書）の提示で100円割引。
- 月曜日・火曜日・金曜日のみ運行。ただし、祝日の場合は運休。
- 運行は、岡山旭交通本社営業所に委託されている。
- 予約制を採用しており、岡山旭交通本社営業所まで電話予約が必要。
- セダン型タクシー車両（4人乗り）を使用している。

## 沿革
- 2016年11月18日 - 試験運行開始[2]。
- 2018年4月1日 - 本格運行開始。

## 路線
- 大野眼科 - 灘崎支所 - 迫川駅 - 茂曽路 - 奥迫川
  - 月曜日・火曜日・金曜日のみ運行。ただし、祝日の場合は運休。
  - 大野眼科・ザグザグ高崎店のみ玉野市、その他は岡山市南区にある。

## 車両
- セダン型タクシー車両（4人乗り）を使用している。